# Station Grodzisk Mazowiecki Piaskowa
Station Grodzisk Mazowiecki Piaskowa is een spoorwegstation in de Poolse plaats Grodzisk Mazowiecki.